# The Barnstormer
The Barnstormer er en amerikansk stumfilm fra 1922 af Charles Ray.

## Medvirkende
- Charles Ray som Joel
- Wilfred Lucas
- Florence Oberle
- Lionel Belmore
- Phil Dunham
- Gus Leonard
- Lincoln Plumer